# David Joshua Peterson
David Joshua Peterson (20. siječnja 1981.) američki je lingvist, pisac, umjetnik i conlanger (osoba koja izrađuje umjetne jezike).
Izradio je umjetne jezike za serije poput Igre prijestolja i filmove kao što su Thor: Svijet tame i Dina.

## Životopis
Studirao je na Sveučilištu u Kaliforniji u Berkeleyju gdje je stekao bakalaureat iz engleskog jezika i jezikoslovlja. Na Sveučilištu u Kaliforniji u San Diegu stekao je naziv Master of Arts iz jezikoslovlja.
Prema intervjuu koji je dao za Conlangs Monthly prvi mu je kontakt s umjetnim jezicima bio za vrijeme studiranja u Berkeleyju gdje je slušao kolegij o esperantu 2000. godine.
Sudjelovao je u uspostavljanju Language Creation Societyja s drugih devet conlangera i bio je predsjednik od 2011. do 2014. godine.
HBO je zamolio Language Creation Society da naprave umjetni jezik za njihovu seriju Igra prijestolja. To je rezultiralo natjecanjem u kojem je Peterson pobijedio. Otada je radio na mnogim drugim projektima, a također pokušava popularizirati konstruiranje umjetnih jezika. Napravio je mnoge videozapise na YouTubeu, seriju pod imenom The Art of Language Invention, a objavio je i istoimenu knjigu 2015. godine. Bio je i izvršni producent dokumentarnog filma Conlanging: The Art of Crafting Tongues 2017. godine.